# Goris
Goris (armensko: Գորիս) je mesto in središče mestne skupnosti Goris v provinci Sjunik na jugu Armenije. Leži v dolini reke Goris (ali Vararak), oddaljen 254 km od armenske prestolnice Erevan in 67 km od pokrajinskega središča Kapan. Goris je po številu prebivalcev drugo največje mesto v Sjuniku. Med popisom leta 2011 je imel 20.591 prebivalcev, kar je manj kot 23.261, ki so jih poročali pri popisu leta 2001. Po uradni oceni za leto 2016 je bilo v Gorisu 20.300 prebivalcev . Goris je sedež škofije v Armenske apostolske cerkve Sjunik.
Po upravnih reformah leta 2016 se je skupnost Goris razširila na okoliške vasi Akner, Bardzravan, Hartašen, Karahundž, Hndzoresk, Nerkin Hndzoresk, Šurnuh, Verišen in Vorotan.

## Etimologija
Skozi svojo zgodovino je bil Goris znan kot Kores in Gorajk. Vendar pa obstaja več razlag za izvor imena. Ime Goris naj bi izhajalo iz indoevropskih predjezičnih besed gor ('skala'), es ('biti), tj. Goris / Kores pomeni kamnito mesto. Na istem območju mesta je bilo v starih časih bivališče.
Ime Goris je imelo veliko različic, med drugim: Gorisca, Kores, Gores, Gorajk, Goru in Gerjusi

## Zgodovina

### Antika in srednji vek
Območje Goris je bilo poseljeno že od kamene dobe. Goris je bil v zgodovini prvič omenjen v obdobju Urartu. Kralj Rusa I. iz Urarta, ki je kraljeval med letoma 735 in 713 pr. n. št., je zapustil klinopis, kjer je omenil, da je med 23 državami, ki jih je osvojil, ena od njih Gorisca. Znanstveniki domnevajo, da gre za isti Goris.
V srednjem veku je bilo naselje v vzhodnem delu sedanjega Gorisa, na levem bregu reke Goris. Imenovalo se je Kores in sovpada z eno od vasi Goru in Gorajk, ki jo je omenil Stepanos Orbelian v svojem delu Zgodovina province Sjunik iz 13. stoletja.
Med 12. in 15. stoletjem je Sjunik skupaj s preostalimi zgodovinskimi ozemlji Armenije trpel zaradi vpadov Seldžukov, Mongolov, Aq Qoyunlu in Kara Koyunlu

### Perzijska vladavina
Na začetku 16. stoletja je Sjunik postal del Erivana Beglarbegija znotraj Safavidske Perzije. Trenutno črkovanje imena je bilo prvič omenjeno leta 1624, z rokopisom Barsegh Eereca. V 17. in 18. stoletju so tej regiji vladali knezi Melik Husenjans.
Na začetku 18. stoletja je bila regija središče armenske osvobodilne akcije, ki jo je vodil David Bek, proti Safavidski Perziji in napadalnim Osmanskim Turkom. Leta 1750 je regija postala del novoustanovljenega Karabaškega kanata.
V začetku 19. stoletja so mnoga ozemlja Armenije, vključno z območjem starega Koresa Sjunika-, postala del Ruskega cesarstva kot posledica Gulistanske pogodbe, podpisane 24. oktobra 1813 med Rusijo in Kadžari iz Irana po Rusko-perzijska vojna 1804–13.

### Ruska vladavina
Pod rusko vladavino je bilo mesto Goris ustanovljeno leta 1870, da bi postalo središče Zangezurskega Ujezda, v okviru Elizabethpolskega guvernorata Ruskega cesarstva. Leta 1876 je bila dokončana gradnja novega Gorisa v bližini starega mesta Kores, na pobudo vodje province Starastky in priporočilu princa Manučar-Beka Melika Husenjana ter glavnim načrtom mesta, ki ga je zasnoval nemški arhitekt. Konec 19. stoletja se je gospodarsko in kulturno življenje mesta močno izboljšalo.

### Kratka neodvisnost (1918-21)
Z ustanovitvijo Republike Armenije leta 1918 je bil Goris vključen v Zangezur gavar (regija Zangezur) novoustanovljene republike. Toda po padcu Prve republike Armenije leta 1920 je 2. Pan-Zangezurski kongres, ki je potekal v Tatevu 26. aprila 1921, razglasil neodvisnost samoupravnih regij Daralakjaz (Vajoc Dzor), Zangezur in delov Gorskega Artaha, pod imenom Republika Gorska Armenija (Lernahaystani Hanrapetutyun), Goris pa njeno glavno mesto. Vendar je samooklicana republika imela kratko življenje, ko je Rdeča armada med junijem in julijem 1921 v regiji izvajala obsežne vojaške operacije in napadla Sjunik s severa in vzhoda. Kot rezultat hudih bojev je 13. julija 1921 Republika Gorska Armenija kapitulirala, po obljubah sovjetske Rusije, da bo gorski predel Zangezur ostal del sovjetske Armenije.

### Sovjetska vladavina
Pod sovjetsko vladavino je Goris služil kot regijsko središče Zangezur gavar, sovjetske Armenije. Z ustanovitvijo območja Goris leta 1930 je mesto postalo regijsko središče novoustanovljenega okrožja.
V 1950-ih je gospodarstvo mesta spodbudilo gradnjo številnih hidroelektrarn na tem območju. Odprtih je bilo več novih industrijskih podjetij in ustanovljenih je bilo veliko sodobnih stanovanjskih okrožij.
Leta 1967 je bil odprt Državni inštitut za pedagogiko Goris kot podružnica Armenske državne pedagoške univerze s sedežem v Erevanu. Leta 1970 je Goris dobil status mesta republiške podrejenosti Armenske SSR.

### Po osamosvojitvi
Po osamosvojitvi Armenije je bil Goris, po administrativni reformi neodvisne Armenije leta 1995,  vključen v novoustanovljeno provinco Sjunik.
Leta 2006 je bil prenovljen Državni inštitut za pedagogiko Goris, ki je postal Državna univerza Goris in je postal največji izobraževalni zavod Sjunika.
Zaradi združitve skupnosti v letu 2016 je bila občina Goris razširjena na 9 bližnjih vasi.

## Geografija
Goris leži v dolini reke Goris, znane tudi kot reka Vararak. Dolina je obdana z gorovjem Zangezur. Mesto ima povprečno nadmorsko višino 1385 metrov. Okoliške gore so znane po srednjeveških jamskih bivališčih, izklesanih iz mehke skale v južnem in vzhodnem delu mesta. Zavetišče za prostoživeče živali Goris leži na jugovzhodu mesta na višini med 1400 in 2800 metrih, na površini 18,5 km². Kavkaški ruševec (Tetrao mlokosiewiczi), srnjad in rjavi medved spadajo med opazne živali v zavetišču.
Goris je v alpskem podnebnem pasu in ima blage snežne zime in vroča poletja. Povprečna januarska temperatura je –1,3 ° C, julija pa +19 ° C. Letna količina padavin je med 500 in 600 mm.

## Demografija

### Prebivalstvo
Trenutno so prebivalci Gorisa v celoti Armenci. Vendar je prebivalstvo od razpada Sovjetske zveze postopoma upadalo.
Do konca 19. stoletja, po popisu leta 1897, je bilo 74,6 % prebivalcev Gorisa etnični Armenci. Število se je po sovjetizaciji Armenije povečalo in je po popisu leta 1926 doseglo 98,1 %

### Religija
Stolnica svetega Gregorja Razsvetitelja v Gorisu je sedež škofije v Sjuniku Armenske apostolske cerkve. Zgrajena je bila med letoma 1897 in 1904. Potem ko jo je 1903 posvetil katolikos  Mkrtič Hrimjan, je bila cerkev uradno odprta leta 1904. Februarja 1921 je bila lokacija, kjer je bil Garegin Nždeh na slovesnosti razglašen za sparapeta (poveljnik) armenskih sil prihodnje Gorske republike Armenije. Stavba cerkve je v sovjetskih dneh služila kot pokrajinski muzej zgodovine.

## Kultura
Kamnite piramide starega Koresa, ki so vzhodno od sodobnega mesta, je eno najprivlačnejših krajev v Gorisu. V starem mestu je bazilika Surp Hripsimé iz 4. stoletja . Bazilika je bila obnovljena v 16. stoletju. Vendar je bila zaprta v sovjetskem obdobju do njene večje prenove leta 2010. Končno je bila ponovno odprta za javnost oktobra 2013 .
Goris je vidno kulturno središče v provinci Sjunik. Ima kulturno palačo, javno knjižnico in dramsko gledališče.
Arheološki muzej Goris, odprt leta 1948, je posvečen bogati zgodovini regije Sjunik. Hiša-muzej Axel Bakunc deluje v mestu od leta 1970, umetniška galerija Goris pa deluje od leta 2001. Drugi muzeji v mestu so geološki muzej Goris in krajevni muzej Goris .
Goris ima bogato dediščino v armenski glasbi in je glavno središče tradicionalnih glasbil. Je rojstni kraj slavnega glasbenika Gusana Ašota.
Goris je dom vsakoletnega festivala Mulberry, ki poteka v mesecu avgustu .

## Gospodarstvo
V Gorisu delujejo številni obrati za predelavo hrane, ki temelji predvsem na lahki industriji. Še posebej dobra in znana je domača sadna vodka.
Tu je hidroelektrarna Vorotan, ki je bila odprta leta 1989 in velja za enega glavnih dobaviteljev električne energije v Armeniji. Druga velika industrijska podjetja so podjetje Vosmar za asfaltbeton in drobljen kamen, ustanovljeno leta 2002, Goris Gamma za elektronske naprave, ustanovljeno leta 2003 in Goris Group za ustekleničeno izvirsko vodo, ustanovljeno leta 2005.
Goris je tudi priljubljena turistična točka, z velikim številom hotelov in gostišč. Kamnite piramide starega Koresa so eno najprivlačnejših krajev v Gorisu.

## Mednarodne povezave
Pobratena mesta so:
- Nesviž, Belorusija
- Vienne, Isère, Francija